# Мечеть Бабри
Мечеть Бабри или Бабура (язык урду: بابری مسجد, язык хинди: बाबरी मस्जिद) — разрушенная мечеть в г. Айодхья. До 1940-х годов мечеть назвали мечетью Джанмастан («мечеть места рождения»).

## История
Мечеть была построена в 1527 году по приказу первого могольского императора Бабура. Она была одной из самых больших в штате Уттар-Прадеш, где мусульманское население составляет 31 миллион человек.

## Разрушение
Заброшенная и долгое время не используемая для поклонения мусульманами мечеть Бабри была разрушена 150-тысячной толпой индусских националистов 6 декабря 1992 года вопреки охранному предписанию Верховного суда Индии.
Считается, что именно на этом месте ранее располагался дворец, в котором родился Рама, главный герой «Рамаяны», которого индусы считают реально существовавшей исторической личностью. По мнению индусов, мусульмане осквернили святое место, разрушив ранее существовавший на этом месте индуистский храм и соорудив мечеть. В 1992 году огромная толпа индусов, состоявшая из 150 тыс. человек и ведомая людьми из Вишва хинду паришад и Бхаратия джаната парти, разрушила мечеть Бабри. Это послужило причиной столкновений между мусульманами и индусами в различных частях Индии, в результате которых погибло более 2000 человек.
Сейчас на месте разрушенной мечети идут археологические раскопки, которые должны прояснить, был ли на этом месте индуистский храм на самом деле.
В 2009 году стало известно, что «Комиссия Либерхана» подтвердила, что разрушение мусульманской мечети Бабри было подготовлено индуистскими националистическими организациями, а большую часть погибших составили мусульмане.